# Frank Urfer
Frank Urfer (Orbe, Vaud, 16 november 1955) is een hedendaags Zwitsers componist, muziekpedagoog, dirigent en trompettist.

## Levensloop
Urfer studeerde trompet, piano, harmonie, contrapunt en orkestdirectie aan het Conservatoire de musique de Neuchâtel in Neuchâtel in het gelijknamige kanton van Zwitserland en aan het Conservatoire de musique de Genève, in Genève. 
Als componist schrijft hij werken voor kamermuziek, orkest, theater, harmonieorkest en brassband. Hij woont in zijn geboortestad Orbe. Tegenwoordig is hij ook dirigent van het mannenkoor Chorale Orbe-Montcherand. 

## Composities

### Werken voor harmonie- en fanfareorkest en brassband
- 1992 Palace
- 1998 Jupiter, fantasie voor harmonieorkest of brassband, op. 89
- 45éme avenue, fantaisie voor jazz-orkest en harmonieorkest
- Fête nordique, suite voor harmonieorkest
- Poème symphonique no. 1, voor harmonieorkest
- Poème symphonique no. 2, voor harmonieorkest
- Stratosphére, symfonisch gedicht voor harmonieorkest

### Kamermuziek
- 6 Trios Progressifs 1ère série
- 6 Trios Progressifs 2ème série
- Naissance du Monde, voor blazersoctet
- Suite sur un Hymne, voor koperkwintet